# Podgórze (Kielce)
Pour les articles homonymes, voir Podgórze.
Podgórze est une localité polonaise de la gmina de Bodzentyn, située dans le powiat de Kielce en voïvodie de Sainte-Croix.